# Виктор Тауск
Виктор Тауск (на словашки: Viktor Tausk) е пионер психоаналитик и невролог.
Ученик и колега на Зигмунд Фройд, той е най-ранният представител на психоаналитичните концепции във връзка с клиничните психози и личността на актьора.

## Кариера
Роден е в еврейско семейство, което малко след раждането му се мести в Хърватия и Босна, където баща му Херман Тауск е журналист в правителствен вестник. Завършва гимназия във Вараждин през 1897 г. Следва право във Виена, а след това в Сараево между 1900 и 1902 г., където се и дипломира.
Работи като адвокат в Мостар. През 1906 г. се премества в Берлин, където живее като писател и журналист на свободна практика. Между 1910 и 1914 г. следва медицина във Виена. След 1914 г. има своя самостоятелна практика. Присъединява се към Виенското психоаналитично общество и скоро започва да прави своите научни приноси.
През Първата световна война е военен психиатър в Люблин и Белград.
През 1919 г., след като излиза от сянката на Фройд, Тауск публикува книга относно произхода на налудност, обща за широк кръг от шизофренични пациенти – за чуждо устройство, зловредно и отдалечено, повлияващо на техните мисли и поведение. Това устройство се обяснява като „Повлияваща машина“, а книгата е наречена „Върху произхода на Повлияващата машина в Шизофренията“. Това е най-известната му публикация, отивайки отвъд неговото поле на изследване в други области като например литературознанието.

## Смърт
На сутринта на 31 юли 1919 г., след като Хелене Дойч спира лечението на Тауск по настояване на Фройд и след сложни отношения със Зигмунд Фройд и Лу Андреас-Саломе, Тауск се самоубива.
Фройд пише на Саломе за Тауск: „Признавам, не ми липсва много. От доста време осъзнавах, че той няма да бъде повече в услуга; наистина той представляваше опасност за бъдещето.“ 

## За него
- Paul Roazen. Brother Animal: The Story of Freud and Tausk ISBN 0-8147-7395-8
- Kurt R. Eissler. Victor Tausk's Suicide (1983) ISBN 0-8236-6735-9
- Kurt R. Eissler. Talent and genius: The fictitious case of Tausk contra Freud (1971)ISBN 0-8021-0089-9